# 羽根直樹
羽根 直樹（はね なおき、1976年8月14日 - ）は囲碁のプロ棋士。日本棋院中部総本部所属。三重県志摩市磯部町出身。A型。七大タイトル獲得は9期。
棋聖2連覇、本因坊2連覇、天元位3連覇などの実績を持ち、中部総本部初の三大タイトル獲得者となった。
張栩、山下敬吾、高尾紳路らとともに「平成四天王」と称される。また棋士一家としても有名で、史上唯一七大タイトルを親子で獲得している。
現在は父・泰正（後述）と同じ、愛知県長久手市在住。

## 人物
元王座の羽根泰正の次男として生まれる。七大タイトルでの親子タイトルホルダーは史上唯一。父・羽根泰正の指導の下に幼少の頃より棋士を志し、1991年に15歳で入段し2002年に九段（入段から11年3ヶ月で九段到達は当時の日本棋院最短記録）。
棋風は腹八分目というように無理をせずに進むべきときは進み、退く時は退くのが特徴。しかし2003年末の天元戦の頃から棋風が積極的な攻撃碁に変化してきた。
妻は羽根しげ子初段、2019年4月に入段した羽根彩夏は娘。泰正九段とあわせて三代の現役棋士となる。
父、母、妻とともに名古屋市内で囲碁教室を開いている。

## 来歴
1991年　15歳のときに入段。1995年　新鋭トーナメント戦優勝。1999年　王冠戦優勝。
2000年　第25期名人戦リーグ入り（〜26期）。第56期本因坊戦リーグ入り（〜57期）。
2001年　第26期棋聖戦リーグ入り（〜現在）。柳時熏を破り、天元位を奪取。最多対局賞・最多勝利賞（88局63勝25敗）
2002年　11年3ヶ月で九段到達。王冠位奪取、以後三連覇。天元防衛。日中天元戦で黄奕中天元破る。
2003年　天元防衛。第4期春蘭杯世界囲碁選手権戦では李昌鎬に敗れ準優勝。
2004年　山下敬吾を破り、棋聖を奪取。二冠となる。七番勝負で○○○●●●○という経過での勝利は史上初。阿含桐山杯優勝。賞金ランキングで自己最高の2位。
2005年　結城聡を4-3の逆転で降し、棋聖防衛。第61期本因坊リーグ入り（〜67期）し、プレーオフ進出。賞金ランキング2年連続2位。
2006年　棋聖戦で山下敬吾に4連敗を喫し無冠に。NHK杯優勝。2007年　王冠位奪取。
2008年  本因坊戦で高尾紳路に3連敗後4連勝し、本因坊を奪取。七番勝負での3連敗4連勝は史上6例目、林海峰・趙治勲に次ぎ3人目。王冠位防衛。第1回ワールドマインドスポーツゲームズ囲碁男子団体戦に依田紀基、山下敬吾、河野臨、高尾紳路と日本代表チームを組み出場、銅メダルを獲得。
2009年　NECカップ優勝。高尾挑戦者を迎え、本因坊位防衛。阿含桐山杯優勝。賞金ランキングで4年ぶりに2位。
2010年　本因坊戦で山下敬吾挑戦者に1-4で敗れ、無冠に。10期ぶりに名人リーグに復帰し、3大リーグすべてに在籍。
2011年　第66期本因坊リーグで6勝1敗の成績を挙げ挑戦権を獲得。前年のリターンマッチとなった七番勝負では山下敬吾に3勝4敗で敗れた。第36期名人戦リーグでは6勝2敗の成績を収め、プレーオフに進出するも山下敬吾に敗退。第36期碁聖戦では準決勝で二十五世本因坊治勲、挑戦者決定戦で林子淵七段を破り挑戦者となる。坂井秀至碁聖を2連敗3連勝で降し初の碁聖位を奪取。第59期王座戦では挑戦者決定戦で、井山裕太を下し挑戦権を獲得。史上初の親子王座がかかるが、0-3で敗れ2冠ならず。
2012年　第37期名人戦リーグにおいてプレーオフに進出し、井山裕太を破り初の挑戦権獲得。七番勝負では山下敬吾に3勝4敗で敗れた。
2016年　7月21日、通算900勝達成（452敗）。日本棋院史上24人目の達成。入段から25年3ヶ月での900勝達成となり史上3位。39歳11ヶ月での達成となり史上4番目の年少記録。達成時勝率.666となり史上12位。9月5日、第72期本因坊戦最終予選で村川大介八段に勝利し5年ぶりにリーグに復帰。
2017年 第72期本因坊リーグで2位となる。
2019年 通算1000勝達成。日本棋院史上史上27人目の達成。入段から28年6か月、43歳2ヶ月での達成。達成時勝率.658。碁聖戦トーナメントを勝ち上がり、許家元碁聖に挑戦。3-2で勝利し、8年ぶりに碁聖位に復帰した。
2020年　碁聖戦で一力遼の挑戦を受け、0-3で敗退。碁聖位を譲る。
2022-23年、第47期棋聖戦Aリーグで3勝4敗の7位で降格。

## 棋戦決勝進出結果
| 棋戦           |
| 三大タイトル   |
| 他七大タイトル |
| 国際タイトル   |
| 他大会         |

|      | 数 | 棋戦               | 期・回 | 対局日     | 相手         |     |
| ---- | -- | ------------------ | ------ | ---------- | ------------ | --- |
| 優勝 | 1  | 新鋭トーナメント戦 | 26期   | 1996年     | 三村智保七段 | 1-0 |
| 奪取 | 2  | 天元戦             | 27期   | 2001年12月 | 柳時熏天元   | 3-1 |
| 防衛 | 3  | 天元戦             | 28期   | 2002年11月 | 趙善津九段   | 3-0 |
| 防衛 | 4  | 天元戦             | 29期   | 2003年12月 | 山下敬吾棋聖 | 3-2 |
| 奪取 | 5  | 棋聖戦             | 28期   | 2004年3月  | 山下敬吾棋聖 | 4-3 |
| 優勝 | 6  | 阿含桐山杯         | 11期   | 2004年10月 | 小林光一九段 | 1-0 |
| 防衛 | 7  | 棋聖戦             | 29期   | 2005年3月  | 結城聡九段   | 4-3 |
| 優勝 | 8  | NHK杯              | 53期   | 2006年3月  | 今村俊也九段 | 1-0 |
| 奪取 | 9  | 本因坊戦           | 63期   | 2008年7月  | 本因坊秀紳   | 4-3 |
| 優勝 | 10 | NECカップ          | 28期   | 2009年3月  | 張栩九段     | 1-0 |
| 防衛 | 11 | 本因坊戦           | 64期   | 2009年7月  | 高尾紳路九段 | 4-2 |
| 優勝 | 12 | 阿含桐山杯         | 16期   | 2009年10月 | 張栩九段     | 1-0 |
| 奪取 | 13 | 碁聖戦             | 36期   | 2011年8月  | 坂井秀至碁聖 | 3-2 |
| 奪取 | 14 | 碁聖戦             | 45期   | 2019年8月  | 許家元碁聖   | 3-2 |

### 中部総本部限定棋戦
|      | 数 | 棋戦   | 期・回 | 対局日     | 相手         |
| ---- | -- | ------ | ------ | ---------- | ------------ |
| 優勝 | 1  | 王冠戦 | 40期   | 1999年10月 | 中野寛也王冠 |
| 優勝 | 2  | 王冠戦 | 43期   | 2002年11月 | 山城宏王冠   |
| 防衛 | 3  | 王冠戦 | 44期   | 2003年11月 | 彦坂直人九段 |
| 防衛 | 4  | 王冠戦 | 45期   | 2004年11月 | 山城宏九段   |
| 優勝 | 5  | 王冠戦 | 48期   | 2007年11月 | 松岡秀樹王冠 |
| 防衛 | 6  | 王冠戦 | 49期   | 2008年11月 | 山城宏九段   |
| 防衛 | 7  | 王冠戦 | 50期   | 2009年11月 | 山城宏九段   |
| 優勝 | 8  | 王冠戦 | 52期   | 2011年11月 | 山城宏王冠   |
| 防衛 | 9  | 王冠戦 | 53期   | 2012年11月 | 中野寛也九段 |
| 防衛 | 10 | 王冠戦 | 54期   | 2013年11月 | 中野寛也九段 |
| 防衛 | 11 | 王冠戦 | 55期   | 2014年11月 | 山城宏九段   |
| 防衛 | 12 | 王冠戦 | 56期   | 2015年12月 | 小県真樹九段 |

## タイトル

### 七大タイトル
色付きは現在在位。
他の棋士との比較は、囲碁のタイトル在位者一覧 を参照。
| タイトル                                                 | 番勝負           | 獲得年度           | 登場 | 獲得期数 | 連覇              |
| 棋聖                                                     | 七番勝負 1-3月   | 2004（第28期）-05  | 3    | 2期      | 2連覇             |
| 名人                                                     | 七番勝負 9-11月  |                    | 1    |          |                   |
| 本因坊                                                   | 七番勝負 5-7月   | 2008（第63期）-09  | 4    | 2期      | 2連覇             |
| 王座                                                     | 五番勝負 10-12月 |                    | 1    |          |                   |
| 天元                                                     | 五番勝負 10-12月 | 2001（第27期）-03  | 4    | 3期      | 3連覇 歴代3位タイ |
| 碁聖                                                     | 五番勝負 6-8月   | 2011（第36期）、19 | 4    | 2期      |                   |
| 十段                                                     | 五番勝負 3-4月   |                    |      |          |                   |
| 登場回数合計17回、獲得合計9期、 3大タイトル獲得数合計4期 |                  |                    |      |          |                   |

### 棋戦
- NECカップ (第28期）
- 阿含桐山杯2回 （第11,16期）
- NHK杯 （第53回）
- 王冠戦 12期 （第40,43〜45,48〜50,52〜56期）
- 新鋭トーナメント戦 （第26回）

### 主要な良績
- 春蘭杯世界囲碁選手権戦準優勝 （第4回）
- 棋聖戦挑戦者決定戦出場 （第31期）
- 名人戦挑戦者 （第37期）
- 本因坊挑戦者 （第66期）
- 王座戦挑戦者 （第59期）
- 俊英囲碁トーナメント 準優勝（第15回）

## 表彰
- 2008年8月28日 志摩市名誉市民
- 2009年1月7日 愛知県長久手町「町民栄誉賞」

## 家族
妻は羽根しげ子（旧姓松岡）初段。義兄に松岡秀樹。羽根彩夏初段は次女。
夫人との間に3女、1男。4人も囲碁を嗜み。2011年、長女・彩夏・三女（彩夏とは双子）が「第8回文部科学大臣杯小学校囲碁団体戦」出場、岡田伸一郎と岡田結美子の長女・次女・長男と対戦し、囲碁一家の三世対決として注目を集めた。結果は、羽根家チームが岡田家チームに敗れている。2014年、彩夏・三女・長男で第11回小・中学校囲碁団体戦全国優勝を果たしている。

## 著作
打碁集
- 『羽根直樹―打碁鑑賞シリーズ〈9〉 (囲碁文庫)』日本棋院　2004年
- 『第二十八期棋聖決定七番勝負 激闘譜―山下敬吾vs.羽根直樹』読売新聞社　2004年
- 『第二十九期棋聖決定七番勝負 激闘譜―羽根直樹vs.結城聡』読売新聞社　2005年
- 『第三十期棋聖決定七番勝負 激闘譜-羽根直樹vs.山下敬吾』読売新聞社　2006年
- 『世界一わかりやすい打碁シリーズ 羽根直樹の碁 』マイコミ　2010年
- 『中京の父子鷹 打碁集〈下巻〉羽根直樹』木本書店　2010年

教則本
- 『厚い碁の作り方 (碁の心発見シリーズ) 』日本棋院　2002年
- 『囲碁 一手の基本詰碁 初段・1級 (ポケット版・囲碁シリーズ) 』成美堂出版　2002年
- 『囲碁 一手の手筋 初段・1級 (ポケット版・囲碁シリーズ) 』成美堂出版　2002年
- 『羽根ファミリーの囲碁強化合宿』（共著）誠文堂新光社　2003年
- 『初段をめざす囲碁―手筋・定石がわかる 』（監修）成美堂出版　2003年
- 『囲碁 みんなの詰碁―9級から1級 』成美堂出版　2004年
- 『囲碁 戦いの最強手筋 初段・二段・三段―攻撃の手筋からサバキ、シノギの手筋まで105題』成美堂出版　2004年
- 『本手の打ち方が分かる本 (マイコミ囲碁ブックス) 』2007年
- 『マイコミ囲碁ブックス 戦わずして勝つ方法 ~羽根流布石理論~ 』2009年

その他
- 上村邦夫『新四天王(山下敬吾・張栩・羽根直樹・高尾紳路)のここが強い』誠文堂新光社　2006年

## 年表
| - タイトル戦の欄の氏名は対戦相手。うち、色付きのマス目は獲得（奪取または防衛）。青色は挑戦者または失冠。黄色はリーグ入り。 - 棋道賞は、最 : 最優秀棋士賞、 優 : 優秀棋士賞、 特別 : 特別賞、 率 : 勝率一位賞、 勝 : 最多勝利賞、 対 : 最多対局賞、 連 : 連勝賞、 国際 : 国際賞、 新人 : 新人賞、 哉 : 秀哉賞 - 賞金&対局料は、年度区切りではなく1月 - 12月の集計。単位は万円。色付きの年は全棋士中1位。 |

|              | 棋聖         | 十段           | 本因坊       | 碁聖          | 名人           | 王座           | 天元     | 棋道賞   | 賞金対局料  | 備考 |  |
| ------------ | ------------ | -------------- | ------------ | ------------- | -------------- | -------------- | -------- | -------- | ----------- | ---- |  |
| 棋聖戦 1-3月 | 十段戦 3-4月 | 本因坊戦 5-7月 | 碁聖戦 6-8月 | 名人戦 9-11月 | 王座戦 10-12月 | 天元戦 10-12月 |          |          |             |      |  |
| 1995         |              |                |              |               |                |                |          | 新人     |             |      |  |
| 1996         |              |                |              |               |                |                |          | 勝       |             |      |  |
| 1997         |              |                |              |               |                |                |          | 勝       |             |      |  |
| 1998         |              |                |              |               |                |                |          |          |             |      |  |
| 1999         |              |                |              |               |                |                |          | 連       | 1454 (13位) |      |  |
| 2000         |              |                |              |               | 4位            |                |          |          | 1944 (11位) |      |  |
| 2001         |              |                | 4位          |               | 陥落           |                | 柳時熏   | 優 勝 対 | 3567 (6位)  |      |  |
| 2002         | 2位          |                | 陥落         |               |                |                | 趙善津   |          | 3272 (6位)  |      |  |
| 2003         | 2位          |                |              |               |                |                | 山下敬吾 | 優       | 4120 (5位)  |      |  |
| 2004         | 山下敬吾     |                |              |               |                |                | 山下敬吾 |          | 6783 (2位)  |      |  |
| 2005         | 結城聡       |                |              |               |                |                |          | 優       | 5565 (2位)  |      |  |
| 2006         | 山下敬吾     |                | プレーオフ   |               |                |                |          |          | 4649 (4位)  |      |  |
| 2007         | 1位          |                | 陥落         |               |                |                |          |          | 2027 (8位)  |      |  |
| 2008         | 4位          |                | 高尾紳路     |               |                |                |          | 優       | 4817 (3位)  |      |  |
| 2009         | 3位          |                | 高尾紳路     |               |                |                |          |          | 7179 (2位)  |      |  |
| 2010         | 3位          |                | 山下敬吾     |               |                |                |          |          | 2807 (5位)  |      |  |
| 2011         | 3位          |                | 山下敬吾     | 坂井秀至      | プレーオフ     | 張栩           |          | 優       | 4299 (4位)  |      |  |
| 2012         | 3位          |                | 陥落         | 井山裕太      | 山下敬吾       |                |          |          | 3288 (5位)  |      |  |
| 2013         | 2位          |                |              |               | 4位            |                |          |          | 1405 (7位)  |      |  |
| 2014         | 4位          |                |              |               | 5位            |                |          |          | 1347 (8位)  |      |  |
| 2015         | 陥落         |                |              |               | 陥落           |                |          |          | 1339(10位)  |      |  |
| 2016         | Aリーグ 陥落 |                |              |               | 陥落           |                |          |          | 1368(9位)   |      |  |
| 2018         |              |                |              |               |                |                |          |          |             |      |  |
| 2019         |              |                |              | 許家元        |                |                |          |          |             |      |  |
|              | 棋聖         | 十段           | 本因坊       | 碁聖          | 名人           | 王座           | 天元     | 棋道賞   | 賞金        | 備考 |  |